# Cephalopterus
Cephalopterus Geoffroy Saint-Hilaire, 1809 è un genere di uccelli passeriformi della famiglia Cotingidae.

## Etimologia
Il nome scientifico del genere deriva dall'unione delle parole greche κεφαλή (kephalḗ, "testa") e πτερόν (pterón, ala) col significato di "ali in testa", in riferimento al ciuffo di penne modificate sul vertice.

## Descrizione

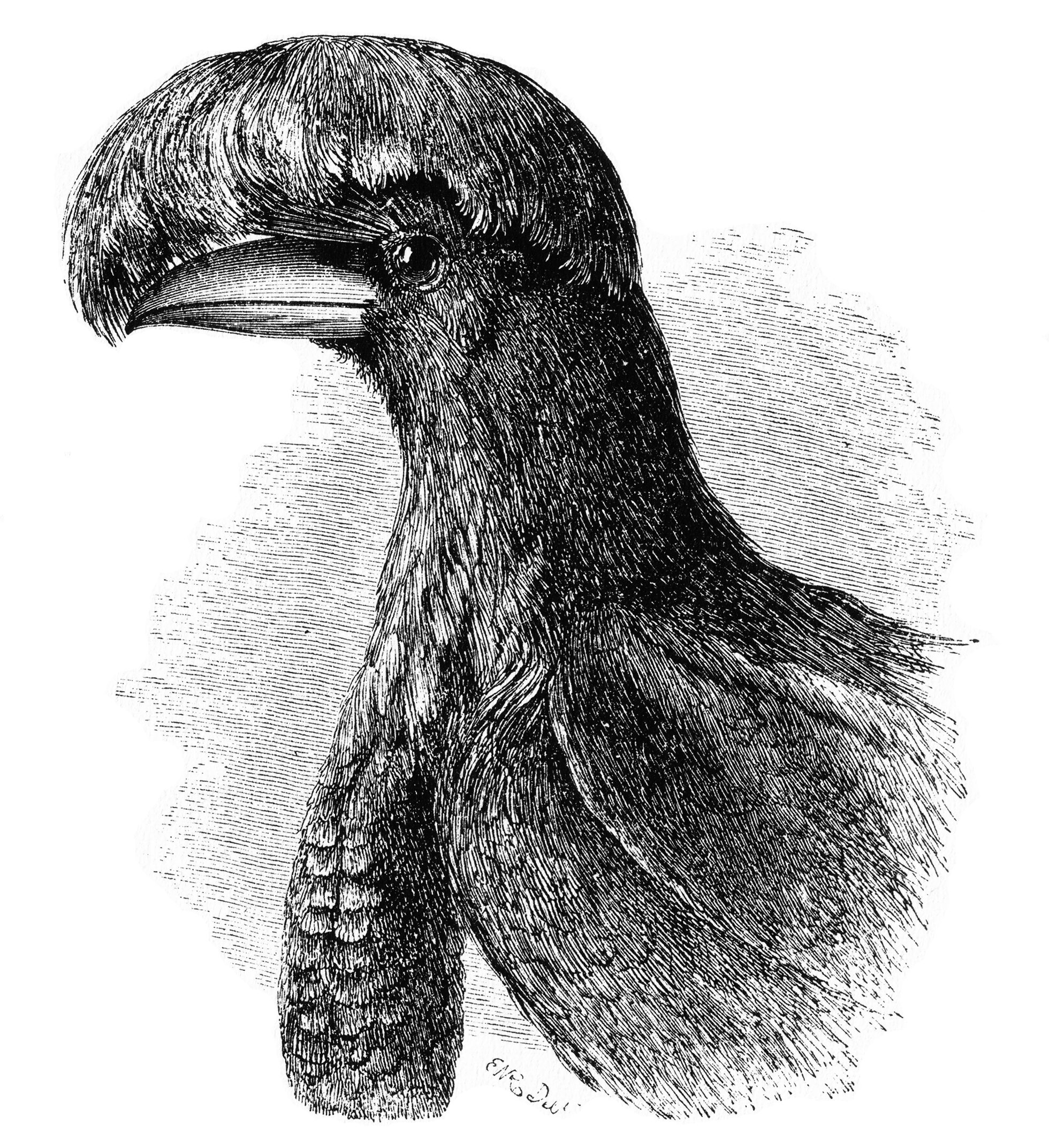
Dettaglio della testa di un esemplare.

Si tratta di uccelli di medie dimensioni (36–45 cm) in valore assoluto, ma nell'ambito dei passeriformi rappresentano dei veri giganti: coi suoi 51 cm di lunghezza massima, il maschio di uccello parasole amazzonico rappresenta il cotingide di maggiori dimensioni in assoluto, oltre che il passeriforme più grande del Sudamerica.
Questi uccelli somigliano molto a dei corvi, per la colorazione nera, la conformazione generale ed il lungo becco conico: rispetto ai corvi, però, la loro coda è più corta e squadrata. Inoltre, gli uccelli parasole (come intuibile dal nome comune) sono inconfondibili per la conformazione delle penne del vertice, allungate verso l'alto e poi pendule, che vanno a formare una sorta di grossa frangia (o di parasole per l'appunto) sulla testa: altra caratteristica peculiare di questi uccelli è la presenza di una grossa caruncola pendula al centro del petto, che nell'uccello parasole caruncolato misura fino a 35 cm. La caruncola pettorale, la cui funzione è quella di amplificare i suoni, è ricoperta di penne in tutte le specie, con l'uccello parasole dal collo nudo che (come intuibile dal nome comune) presenta una vasta area del petto e della caruncola (che presenta sparse penne solo nella parte distale) glabra e di colore rosso vivo.
È presente dimorfismo sessuale, con le femmine che presentano taglia sensibilmente più piccola rispetto ai maschi e cresta e caruncola pettorale ridotte.

## Habitat

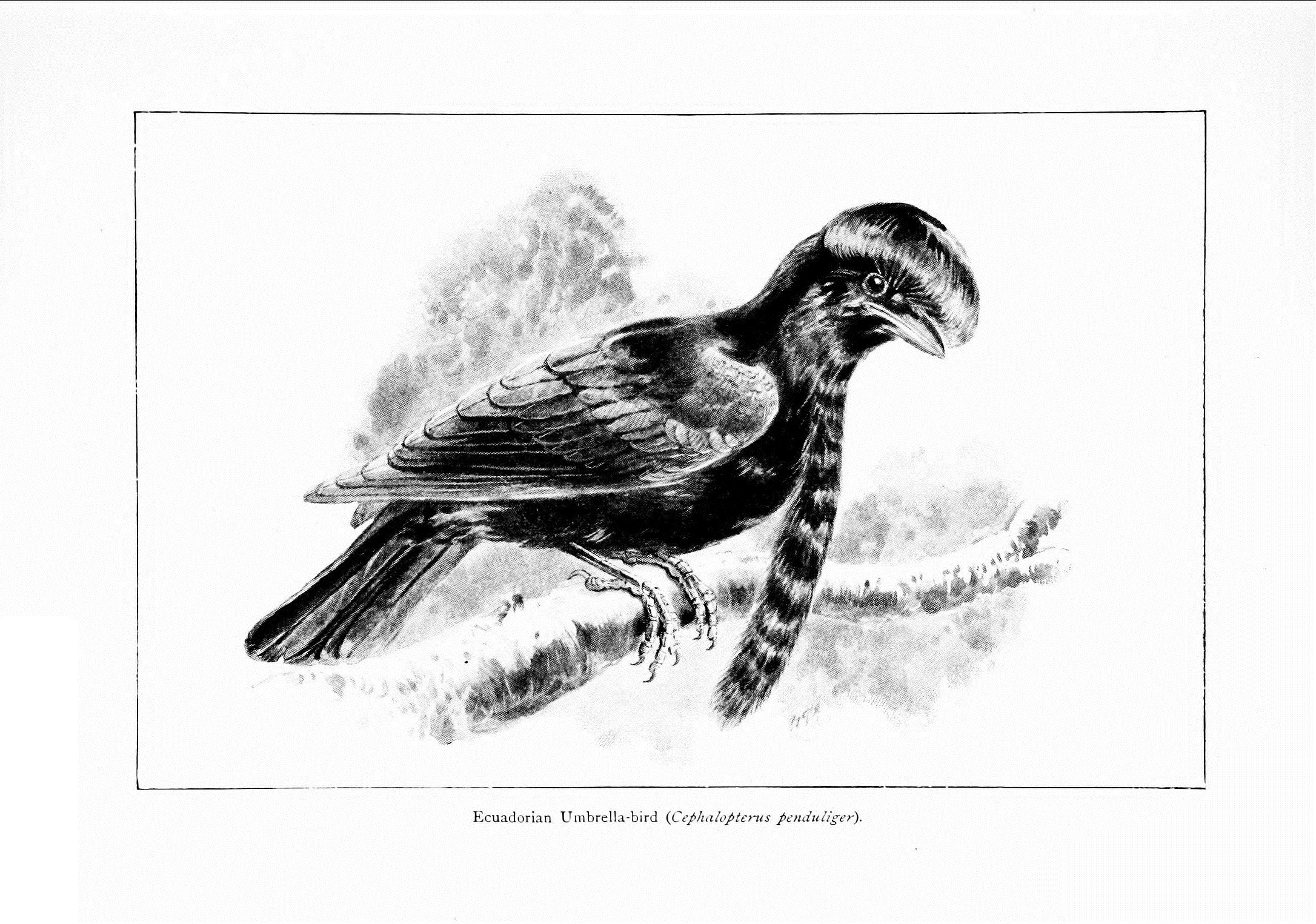
Illustrazione di C. penduliger.

Le tre specie sono diffuse in America centrale e meridionale, con l'uccello parasole amazzonico che (come suggerito dal nome comune) abita il bacino dell'Amazzonia, l'uccello parasole caruncolato che abita la Colombia orientale e quello dal collo nudo che vive fra Nicaragua e Panama.
L'habitat di questi uccelli è rappresentato dalla foresta pluviale nei pressi di fiumi o fonti d'acqua.

## Biologia
Si tratta di uccelli diurni e dalle abitudini solitarie, che vivono nella canopia e sono molto schivi e riservati. Si nutrono prevalentemente di frutta, pur integrando di tanto in tanto la propria dieta con insetti e piccoli vertebrati.
La riproduzione di questi uccelli sembrerebbe seguire gli aspetti tipici del lek, coi maschi che si posizionano a distanza tale da non vedersi l'un l'altro ma da potersi sentire, esibendosi per attrarre le femmine con l'emissione di suoni profondi ed il gonfiaggio della caruncola pettorale.
Dopo l'accoppiamento, la costruzione del nido, la cova e le cure ai nidiacei sono un'esclusiva della femmina, mentre i maschi continuano ad esibirsi.

## Tassonomia
Al genere vengono ascritte tre specie:
- Cephalopterus glabricollis Gould, 1851 - uccello parasole collonudo;
- Cephalopterus ornatus Geoffroy Saint-Hilaire, 1809 - uccello parasole amazzonico;
- Cephalopterus penduliger Sclater, 1859 - uccello parasole caruncolato;

Gli uccelli parasole occupano la sottofamiglia Cotinginae dei cotingidi, nell'ambito della quale formano un clade col corvo beccafrutta golarossa, oltre ad essere vicini al corvo beccafrutta gola purpurea ed al corvo beccafrutta cremisi, assieme ai quali costituiscono la tribù dei Cephalopterinini. Secondo alcuni autori, le tre specie sarebbero filogeneticamente così vicine da formare una superspecie.